# Chiesa di San Sebastiano (Bivona)
La chiesa di San Sebastiano è una chiesa di Bivona, comune italiano della provincia di Agrigento in Sicilia.
Risale al XIV-XV secolo ed è sita in via Santa Chiara, nella parte meridionale del paese. 
La fondazione della chiesa risale alla fine del Trecento o alla prima metà del secolo successivo, mentre più antica notizia risale al 1498. 
Nel XVI secolo la chiesa fu sede della confraternita di San Sebastiano ed era ben fornita di oggetti e paramenti sacri. Nel 1553, su richiesta del conte (futuro duca) Pietro De Luna, fu ceduta ai gesuiti, che nel 1598 la vendettero alle monache clarisse: per questo motivo la chiesa è nota anche con il titolo "di Santa Chiara". 
La chiesa, recentemente restaurata, presenta un portale tardo rinascimentale-manierista. 
L'interno a navata unica, ospitava diverse tele di Michelangelo Maglianti, pittore palermitano vissuto nel XVIII secolo. L'edificio è dotato di sagrestia.